# Кше (Олькушский повет)
Кше (пол. Krze) — село в Польше в сельской гмине Болеслав Олькушского повета Малопольского воеводства.
Село располагается в 10 км от административного центра повета города Олькуш и в 45 км от административного центра воеводства города Краков. Через село проходит краевая дорога № 94.
В 1975—1998 годах село входило в состав Краковского воеводства.